# Tinieblas González
Valentín Quintas González, conocido artísticamente como Tinieblas González (Orense, 19 de octubre de 1972) es un director de cine español, realizador de cortometrajes exitosos como Por un infante difunto o The Raven.

## Biografía
Nació en Orense y se trasladó a Llodio (Álava) a la edad de cuatro años. Su primera producción lleva por título “Tripas”, y fue una composición de dos horas de duración a partir de pequeños fragmentos de diferentes películas de terror. Sin educación básica ni media, Tras realizar el servicio militar, decide entrar de lleno en el mundo audiovisual y realiza un curso no homologado de un año en el Instituto Vasco de Nuevas Carreras de Bilbao, donde realiza "A Matanza do Porco", un documental  que se recrea sádicamente en la matanza de un cerdo pero con un punto de vista personal y diferente.
Rueda su primer cortometraje, Por un infante difunto (1998). Esta obra, rodada en 35 mm y en blanco y negro, es seleccionada para el XXXVII Semana Internacional de la Crítica del Festival Internacional de Cine de Cannes en el año 1998, donde se alza con el premio Canal+ al mejor cortometraje.
Tras el éxito cosechado en su primer cortometraje, se lanza a la producción de su segunda obra. El proyecto se basó en la obra de Edgar Allan Poe The Raven, titulándose del mismo modo. El rodaje de este corto se realizó en inglés, respetando el lenguaje original de la obra. Al igual que su primer cortometraje The Raven fue éxito, cosechando incluso una nominación al mejor cortometraje en los premios Goya del año 2001.
En 2002 decide dar el salto al largometraje y prepara Raíces de sangre bajo la producción de Andrés Vicente Gómez y con Martina Klein como actriz. El proyecto nunca ve la luz al surgir problemas de financiación, además de problemas internos con el productor.
En 2004 vuelve al cortometraje y presenta Ecosistema, una historia sobre el ecosistema urbano donde impera la ley básica del fuerte devorando al débil.

## Salto al largometraje
En 2008 lanza un nuevo proyecto de largometraje, ASD (Alma sin dueño). Escrita y dirigida por él mismo, el rodaje se realizó en inglés durante ese año en Bilbao y Vitoria, siendo el metro de la ciudad el principal escenario. La historia habla de cuatro jóvenes graffiteros que deciden sabotear la nueva línea del metro antes de que sea inaugurada por los políticos al día siguiente. Sorprendidos por los vigilantes, escapan por los túneles del suburbano y entran en el submundo de las profundidades del metro, en donde mora una monstruosa criatura mutante. El estreno de la película se hizo para finales del año 2009, pero fue estrenada por la productora Alma Ata en una sola sala de Madrid, con otro nombre —Sin dueño (o Sin alma, tal y como fue retransmitida el 20 de noviembre de 2015 en Telemadrid/La Otra)— y sin que se enteraran ni el equipo ni el propio González. Según el director, estos problemas fueron "por la subvención" de las ayudas públicas. “Calculo que se habrán quedado unos 300.000 euros”, declaró. Luego del fracaso, anunció que se mudaría a Los Ángeles para conseguir financiación y rodar "en régimen de cooperativa".

## Filmografía
| Año  | Película               | Función                         |
| ---- | ---------------------- | ------------------------------- |
| 1998 | Por un infante difunto | Director, productor y guionista |
| 1999 | The Raven. Nevermore.  | Director, productor y guionista |
| 2002 | Raíces de sangre       | Director y guionista            |
| 2004 | Ecosistema             | Director, productor y guionista |
| 2008 | ASD (Alma sin dueño)   | Director y guionista            |

## Premios y reconocimientos
Festival Internacional de Cine de Cannes
| Año  | Categoría     | Película               | Resultado |
| ---- | ------------- | ---------------------- | --------- |
| 1998 | Premio Canal+ | Por un infante difunto | Ganador   |

Premios Goya
| Año  | Categoría          | Película              | Resultado |
| ---- | ------------------ | --------------------- | --------- |
| 2001 | Mejor cortometraje | The Raven. Nevermore. | Candidata |

Festival Internacional de Cine de San Sebastián - Zinemaldia
| Año  | Categoría       | Película              | Resultado    |
| ---- | --------------- | --------------------- | ------------ |
| 2001 | Sección Oficial | The Raven. Nevermore. | Seleccionada |